# Saumeray
Saumeray és un municipi francès, situat al departament de l'Eure i Loir i a la regió de Centre – Vall del Loira. L'any 2007 tenia 410 habitants.

## Demografia

### Població
El 2007 la població de fet de Saumeray era de 410 persones. Hi havia 170 famílies, de les quals 40 eren unipersonals (16 homes vivint sols i 24 dones vivint soles), 69 parelles sense fills i 61 parelles amb fills.
La població ha evolucionat segons el següent gràfic:
Habitants censats

### Habitatges
El 2007 hi havia 237 habitatges, 170 eren l'habitatge principal de la família, 52 eren segones residències i 14 estaven desocupats. Tots els 228 habitatges eren cases. Dels 170 habitatges principals, 149 estaven ocupats pels seus propietaris, 16 estaven llogats i ocupats pels llogaters i 5 estaven cedits a títol gratuït; 2 tenien una cambra, 11 en tenien dues, 47 en tenien tres, 62 en tenien quatre i 49 en tenien cinc o més. 153 habitatges disposaven pel capbaix d'una plaça de pàrquing. A 72 habitatges hi havia un automòbil i a 82 n'hi havia dos o més.

### Piràmide de població
La piràmide de població per edats i sexe el 2009 era:
| Homes | Edats   | Dones |
| ----- | ------- | ----- |
| 0     | 95 o +  | 0     |
| 4     | 90 a 94 | 4     |
| 0     | 85 a 89 | 0     |
| 0     | 80 a 84 | 12    |
| 0     | 75 a 79 | 8     |
| 16    | 70 a 74 | 16    |
| 12    | 65 a 69 | 24    |
| 12    | 60 a 64 | 8     |
| 0     | 55 a 59 | 4     |
| 16    | 50 a 54 | 16    |
| 20    | 45 a 49 | 12    |
| 12    | 40 a 44 | 8     |
| 16    | 35 a 39 | 28    |
| 4     | 30 a 34 | 4     |
| 8     | 25 a 29 | 12    |
| 16    | 20 a 24 | 0     |
| 12    | 15 a 19 | 12    |
| 24    | 10 a 14 | 20    |
| 8     | 5 a 9   | 8     |
| 12    | 0 a 4   | 4     |

## Economia
El 2007 la població en edat de treballar era de 252 persones, 196 eren actives i 56 eren inactives. De les 196 persones actives 183 estaven ocupades (103 homes i 80 dones) i 13 estaven aturades (7 homes i 6 dones). De les 56 persones inactives 24 estaven jubilades, 17 estaven estudiant i 15 estaven classificades com a «altres inactius».

### Ingressos
El 2009 a Saumeray hi havia 174 unitats fiscals que integraven 420 persones, la mediana anual d'ingressos fiscals per persona era de 18.213 €.

### Activitats econòmiques
Dels 17 establiments que hi havia el 2007, 1 era d'una empresa extractiva, 1 d'una empresa alimentària, 1 d'una empresa de fabricació d'altres productes industrials, 3 d'empreses de construcció, 1 d'una empresa de comerç i reparació d'automòbils, 1 d'una empresa d'hostatgeria i restauració, 1 d'una empresa financera, 5 d'empreses de serveis, 2 d'entitats de l'administració pública i 1 d'una empresa classificada com a «altres activitats de serveis».
Dels 4 establiments de servei als particulars que hi havia el 2009, 1 era una oficina bancària, 2 fusteries i 1 restaurant.
L'any 2000 a Saumeray hi havia 18 explotacions agrícoles que ocupaven un total de 1.580 hectàrees.

## Poblacions més properes
El següent diagrama mostra les poblacions més properes.